# نویز با الگوی ثابت
نویز با الگوی‌ثابت (اِف‌پی‌اِن) (به انگلیسی: Fixed-pattern noise) (اختصاری FPN) اصطلاحی است که به یک الگوی نویز خاص در حسگرهای تصویربرداری دیجیتالی داده می‌شود که اغلب در طول نماها با نوردهی طولانی‌تر که در آن پیکسل‌های خاص مستعد ایجاد شدت‌های روشن‌تر بالاتر از شدت متوسط هستند، قابل‌توجه است.

## نمای کلی
اِف‌پی‌اِن یک اصطلاح کلی است که یک نایکنواختی جانبی ازنظر زمانی ثابت (تشکیل یک الگوی ثابت) را در یک سیستم تصویربرداری با چندین آشکارساز یا عناصر تصویر (پیکسل) مشخص می‌کند. مشخصه آن همان الگوی تغییر در روشنایی پیکسل است که در تصاویر گرفته شده در شرایط روشنایی یکسان در یک آرایه تصویربرداری رخ می‌دهد. این مشکل از تفاوت‌های کوچک در پاسخ‌دهی منفرد آرایه حسگر (شامل هر طبقه پس‌تقویت محلی) ناشی می‌شود که ممکن است به دلیل تغییرات در اندازه پیکسل، مواد یا تداخل با مدار محلی ایجاد شود. ممکن است تحت تأثیر تغییرات محیطی مانند دماهای مختلف، زمان‌های نوردهی و غیره قرار گیرد.
اصطلاح «صدای الگوی ثابت» معمولاً به دو پارامتر اشاره دارد. یکی نایکنواختی سیگنال تاریک (دی‌اِس‌اِن‌یو) است که از میانگین در سراسر آرایه تصویربرداری در یک تنظیم خاص (دما، زمان نورگیری) اما بدون روشنایی خارجی و نایکنواختی پاسخ عکس (پی‌آراِن‌یو) است که بهره یا نسبت بین توان نوری یک پیکسل در برابر سیگنال الکتریکی خروجی را توصیف می‌کند. دومی اغلب به‌عنوان یک مقدار واحد اندازه‌گیری شده در سطح اشباع ۵۰ درصد ساده‌سازی می‌شود، که حاکی از یک تقریب خطی از ناخطسانی (به انگلیسی: non-linearity) پاسخ عکس کاملاً خطی (پی‌آراِن‌اِل) است. اغلب پی‌آراِن‌یو همان‌طور که در بالا تعریف شد به «(آفست) اِف‌پی‌اِن» خالص تقسیم می‌شود که بخشی است که به دما و زمان نورگیری وابسته نیست و زمان نورگیری و دما وابسته به «دی‌اِس‌اِن‌یو» است.
گاهی نویز پیکسل به عنوان میانگین انحراف از میانگین آرایه در شرایط مختلف روشنایی و دمای مشخص می‌شود؛ بنابراین نویز پیکسل، عددی (معمولاً با آراِم‌اِس بیان می‌شود) می‌دهد که اِف‌پی‌اِن را در تمام شرایط تصویربرداری مجاز مشخص می‌کند، که ممکن است درصورت اضافه کردن بهره الکتریکی اضافی (و نویز) به شدت بدتر شود. استفاده‌های اخیر برای پی‌آراِن‌یو شامل اقداماتی برای مبارزه با دزدی دریایی تصاویر متحرک است.
در عمل، نوردهی طولانی (زمان نورگیری) بر تفاوت‌های ذاتی در پاسخ پیکسل تأکید می‌کند، بنابراین ممکن است به یک نقص قابل‌مشاهده تبدیل شوند و تصویر را تخریب کنند. اگرچه اِف‌پی‌اِن در طول یک سری از عکس‌برداری‌ها تغییر محسوسی نمی‌کند، ممکن است با زمان نورگیری، دمای تصویرگر، بهره تصویرگر و روشنایی تصادفی متفاوت باشد. این در یک توزیع فضایی تصادفی (ناهمبسته یا درحال تغییر) بیان نمی‌شود، که فقط در مکان‌های پیکسلی مشخص و ثابت رخ می‌دهد.

## سرکوب اِف‌پی‌اِن
اِف‌پی‌اِن معمولاً توسط تصحیح میدان‌تخت (FFC) سرکوب می‌شود که از دی‌اِس‌اِن‌یو و پی‌آراِن‌یو برای درون‌یابی خطی و کاهش پاسخ عکس محلی (پی‌آراِن‌اِل غیریکنواخت) به میانگین آرایه استفاده می‌کند؛ بنابراین، دو نوردهی با روشنایی برابر در سراسر آرایه (یکی بدون نور و یکی نزدیک به اشباع) برای به دست آوردن مقادیر ضروری است. توجه داشته باشید که این اصلاح معمولاً به تغییرات پارامترهای سامانه (یعنی زمان نوردهی، دما) بسیار حساس است. چالش اصلی ایجاد یک نور با میدان تخت برای نوردهی‌های کوتاه مدت و طول‌موج‌های کوتاه، برای جلوگیری از لکه‌گیری (در شرایط نور تک‌فام) و نوسانات آماری جریان نور است که در زمان‌های نورگیری کوتاه آشکارتر می‌شوند.
بسیاری از ثبت‌اختراع‌ها و روش‌ها برای کاهش یا حذف نویز با الگوی ثابت در تصویرگرهای دیجیتال وجود دارد. برای سرکوب «اِف‌پی‌اِن افست» همان‌طور که در بالا تعریف شد، فنون‌های روی‌تراشه برای سرکوب وجود دارد، مانند نمونه‌گیری دوگانه همبسته.